# Storsjön (Nora socken, Ångermanland)
Storsjön är en sjö i Kramfors kommun i Ångermanland och ingår i Nätraån-Ångermanälvens kustområde. Sjön är 32 meter djup, har en yta på 4,82 kvadratkilometer och befinner sig 29 meter över havet. Sjön avvattnas av vattendraget Noraån (Grössjöån). Vid provfiske har bland annat abborre, braxen, gers och lake fångats i sjön.

## Delavrinningsområde
Storsjön ingår i det delavrinningsområde (698062-161624) som SMHI kallar för Utloppet av Storsjön. Medelhöjden är 85 meter över havet och ytan är 35,66 kvadratkilometer. Räknas de 18 avrinningsområdena uppströms in blir den ackumulerade arean 126,64 kvadratkilometer. Avrinningsområdets utflöde Noraån (Grössjöån) mynnar i havet. Avrinningsområdet består mestadels av skog (68 procent). Avrinningsområdet har 4,88 kvadratkilometer vattenytor vilket ger det en sjöprocent på 13,7 procent.

## Fisk
Vid provfiske har följande fisk fångats i sjön:
- Abborre
- Braxen
- Gärs
- Lake
- Löja
- Mört
- Nors